# Arlind Ajeti
Pour les articles homonymes, voir Ajeti.
Arlind Ajeti est un footballeur international albanais né le 25 septembre 1993 à Bâle. Il évolue au poste de défenseur au Bodrum FK.

## Biographie
Il est né en Suisse, dans une famille d'origine kosovar. Il est le frère d'Albian Ajeti, lui aussi footballeur et également formé au FC Bâle, et d'Adonis Ajeti.

### En club

#### FC Bâle (2011-2015)
Il est né à Bâle. Il effectue son parcours junior et senior au FC Bâle.

#### Frosinone Calcio (2015-2016)
En 2015, il s'engage au Frosinone Calcio. Il tente l'aventure italienne.

#### Torino FC (2016-2018)
En 2016, il s'engage ensuite au Torino FC où il restera jusqu'en 2018.
Il quitte le club en 2018.

##### Prêt au FC Crotone (2017-2018)
Le Torino le prête pour une saison au FC Crotone.

#### Grasshopper Zurich (2018-2019)
Le 25 septembre 2018, libre depuis son départ du Torino, il s'engage pour une saison plus deux en options avec le Grasshopper Zurich.

#### Vejle BK (2020)
En 2020, il rejoint pour une partie de la saison le Vejle BK, club danois qui évolue Superligaen.

#### Associazione Calcio Reggiana 1919 (2020-2021)
En 2020, il signe au AC Reggiana 1919 où il reste aussi une saison. Le club évolue en Serie B.

#### Calcio Padoue (2021-2022)
En 2021, il rejoint le Calcio Padoue qui évolue en Serie C.

#### Pordenone Calcio (2022-2023)
Il rejoint le Pordenone Calcio (qui évolue aussi en Serie C) en juillet 2022 pour un contrat de deux ans, jusqu'en juin 2024.

#### CFR Cluj (2023-2024)
En juillet 2023, il est annoncé qu'il rejoint le CFR Cluj.

### En équipe nationale
Ajeti commence sa carrière internationale avec l'équipe de Suisse U-17, U-19 et U-21. Cependant, en 2014, il choisit de représenter l'Albanie au niveau senior. Il fait ses débuts avec l'équipe nationale albanaise le 11 octobre 2014 lors d'un match de qualification pour l'Euro 2016 contre le France.
Arlind Ajeti dispute sa première compétition internationale lors de l'Euro 2016.
Il est retenu dans la liste des 26 joueurs albanais du sélectionneur Sylvinho pour participer à l'Euro 2024.

## Palmarès
FC Bâle (5)
- Championnat de Suisse en 2012, 2013, 2014 et 2015 avec le FC Bâle
- Vainqueur de la Coupe de Suisse en 2012 avec le FC Bâle